# Fimbristylis chingmaiensis
Fimbristylis chingmaiensis là loài thực vật có hoa trong họ Cói. Loài này được S.M.Huang mô tả khoa học đầu tiên năm 1977.